# Kristian Forsberg
Kristian Forsberg (Nachname [fɔʂbærj], * 5. Mai 1986 in Oslo) ist ein norwegischer Eishockeyspieler, der seit Juni 2014 bei Stavanger Oilers in der GET-ligaen unter Vertrag steht.

## Karriere
Kristian Forsberg begann seine Karriere als Eishockeyspieler im Nachwuchsbereich von Furuset Ishockey, für dessen erste Mannschaft er von 2003 bis 2005 in der zweitklassigen 1. Division aktiv war. In den folgenden vier Jahren lief der Angreifer für den Erstligisten Storhamar Dragons in der GET-ligaen auf und wurde mit dem Team in der Saison 2007/08 erstmals norwegischer Meister. Zu diesem Erfolg trug der Rechtsschütze in 58 Spielen mit neun Toren und 19 Vorlagen bei. Nach einer weiteren Spielzeit verließ der Nationalspieler die Dragons und unterschrieb für die Saison 2009/10 einen Vertrag bei MODO Hockey aus der schwedischen Elitserien.
2014 kehrte er nach Norwegen zurück und wurde von den Stavanger Oilers verpflichtet.

### International
Für Norwegen nahm Forsberg im Juniorenbereich an der U18-Junioren-Weltmeisterschaft 2004 sowie der U20-Junioren-B-Weltmeisterschaft 2005 und der U20-Junioren-Weltmeisterschaft 2006 teil. Im Seniorenbereich trat er für Norwegen bei den A-Weltmeisterschaften 2007, 2008, 2009, 2010 und 2011 an. Des Weiteren stand er im Aufgebot seines Landes bei den Olympischen Winterspielen 2010 in Vancouver und beim Qualifikationsturnier für diese.

## Erfolge und Auszeichnungen
- 2005 Aufstieg in die Top-Division bei der U20-Junioren-Weltmeisterschaft der Division I
- 2008 Norwegischer Meister mit den Storhamar Dragons
- 2015 Norwegischer Meister mit den Stavanger Oilers
- 2016 Norwegischer Meister mit den Stavanger Oilers

## Statistik
(Stand: Ende der Saison 2013/14)